# Vertipuerto
Vertipuerto es la denominación, como acronimia formada a partir de las palabras vertical y puerto, empleada para aludir a un espacio de despegue y aterrizaje de drones en una ciudad, resultando aeropuerto para drones. Se trata de un neologismo bien formado, cuyo empleo se considera plenamente válido, según la Fundación del Español Urgente.

## Usos y aplicaciones
Su uso se orienta a drones eléctricos multirrotores de despegue y aterrizaje vertical o EVTOL, pudiendo tener aplicación, entre otras funciones, en el reparto de mercancías o como base de futuros taxis voladores para el transporte de personas, lo que puede contribuir a agilizar la movilidad aprovechando al máximo el espacio, por lo que muchos de estos minihelipuertos se están diseñando en las azoteas de los edificios de las ciudades.
El vertipuerto se considera diferente del helipuerto, siendo el segundo una instalación destinada a aeronaves de ala rotatoria o helicópteros, y con el diferencial señalado, de la ubicación del vertipuerto en espacios reducidos, en el interior de las ciudades, y relacionado con la movilidad aérea urbana (UAM) y la movilidad aérea avanzada (AAM).

## Galería de imágenes
|                   |
| Dron de pasajeros |

|                                 |
| Volocopter, IAA 2017, Frankfurt |

|                                           |
| Wingcopter en vuelo de entrega de vacunas |